# Общественное достояние в США
В США общественное достояние составляют работы, которые вообще не подпадают под права интеллектуальной собственности, такие как авторское право, или если срок защиты права интеллектуальной собственности на произведения истёк.

## Общие положения
Конгресс США несколько раз менял срок охраны авторского права:

После Первой мировой войны и после Второй мировой войны появились специальные поправки к Закону об авторском праве, чтобы позволить в течение ограниченного времени и при определённых условиях вернуть работы, которые могли бы перейти в общественное достояние, главным образом авторства представителей стран, с которыми мы были в состоянии войны.

Срок охраны работ, опубликованных с защитой авторского права или зарегистрированных в неопубликованном виде с 1964 по 1977 год, автоматически продлевается. Срок охраны работ, опубликованных с защитой авторского права или зарегистрированных в неопубликованном виде с 1 января 1923 и до 1 января 1964 года, должен был быть продлён на 28-м году первого срока для охраны авторского права в течение полного 95-летнего срока. За исключением карт, музыки и фильмов, подавляющее большинство работ, опубликованных в США до 1964 года, не получили продления срока защиты авторского права.
Работы, «подготовленные сотрудником или работником правительства США в рамках служебных обязанностей этого лица» по закону автоматически переходят в общественное достояние. Сюда относится военная журналистика, федеральные судебные решения (но не обязательно решения государственных судов), доклады комитетов Конгресса и данные переписи. Однако произведения, созданные подрядчиком для правительства, являются предметом авторского права. Доступ к документам из общественного достояния может быть ограничен законами, регулирующими статус государственной тайны.
Утверждение, что «работы старше 1923 года находятся в общественном достоянии», верно только для опубликованных работ; неопубликованные произведения охраняются авторским правом, по крайней мере, в течение жизни автора плюс 70 лет. Для работы по найму срок авторского права на произведение, созданного до 1978 года, но не переданного в общественном достоянии и без зарегистрированного авторского права, отсчитывается с 1 января 1978 года и составляет 95 лет с года первой публикации или 120 лет с года создания (используется тот срок, который истекает первым). Если работа была создана до 1978 года, но впервые опубликована в 1978—2002 годах, федеральное авторское право не истекает до 2047 года.
До принятия Бернской конвенции 1988 года отсутствие надлежащего уведомления об авторском праве автоматически означало пребывание работы в общественном достоянии. Хотя для произведений, опубликованных в период с 1 января 1978 по 28 февраля 1989 года, это можно было предотвратить путём регистрации работы в Библиотеке Конгресса в течение пяти лет с момента публикации. После 1 марта 1989 года защита авторского права на произведение начинается с момента фиксации в осязаемой форме; ни публикация, ни регистрация не требуется, и отсутствие уведомления об авторском праве не означает пребывание работы в общественном достоянии.
По Закону о продлении срока охраны авторских прав, дополнительные работы, сделанные в 1923 году или позже, которые всё ещё охранялись авторским правом в 1998 году, не перейдут в общественное достояние до 2019 года или позже (в зависимости от даты создания), если владелец авторского права не передаст их в общественное достояние до этого момента.

## Звукозаписи
В США очень немногие звукозаписи находятся в общественном достоянии. Звукозаписи, зафиксированные в материальной форме до 15 февраля 1972 года, в целом были охвачены общим правом или в некоторых случаях антипиратскими законодательными актами, принятыми в определённых штатах. Антипиратские законы, как правило, не имеют предела продолжительности защиты. Закон о звукозаписях 1971 года (в силе с 1972 года) и Закон об авторском праве 1976 года (в силе с 1978 года) обеспечивают федеральные авторские права на неопубликованные и опубликованные звукозаписи, сделанные 15 февраля 1972 года или позже. Записи, сделанные до 15 февраля 1972 года, в разной степени охраняются общим правом или государственными законами. Любые права или средства правовой защиты, закреплённые законом штата о звукозаписях до 15 февраля 1972 года, не могут аннулироваться или ограничиваться Законом об авторском праве до 15 февраля 2067. В этот день все звукозаписи, сделанные до 15 февраля 1972 года, в США перейдут в общественное достояние.
Для звукозаписей, сделанных 15 февраля 1972 года или позже, самый ранний срок, когда в США работа может перейти в общественное достояние — это 2043 год, а по общему правилу — 2048 год. Звукозаписи, созданные и опубликованные с 15 февраля 1972 и до 1978 года, которые не содержат надлежащего уведомления об авторских правах на записи или на упаковке, переходят в общественное достояние с момента публикации. С 1978 по 1 марта 1989 года владельцы авторских прав имели в распоряжении до пяти лет, чтобы исправить это упущение, не теряя авторских прав. С 1 марта 1989 года уведомление о защите записи авторскими правами не требуется.
В сентябре 2018 года Сенат США принял Закон о модернизации музыки, согласно которому звукозаписи, выпущенные до 1922 года включительно, перейдут в общественное достояние в 2022 году, записи с 1923 по 1946 год - через 100 лет после их первого выпуска и записи с 1947 по 1956 годы - через 110 лет. Записи с 1957 по 1972 год перейдут в общественное достояние в 2067 году.

## Примеры
В США кадры фильма Фрэнка Капры «Эта прекрасная жизнь» (1946) в 1974 году перешли в общественное достояние, потому что владелец авторских прав в течение 28-го года после выхода фильма или публикации не подал в Бюро регистрации авторских прав заявление об обновлении. Тем не менее, в 1993 году «Republic Pictures» использовали решение Верховного суда США по делу Стюарт против Абенда (1990) для подкрепления своего требования защиты авторского права. Компания ссылалась на то, что фильм был производным произведением от рассказа, который охранялся отдельным авторским правом, и «Republic Pictures» принадлежат права экранизации и восстановления в полном виде. В настоящее время владельцем авторских прав на фильм является «Paramount Pictures».
В 1942 году Чарльз Чаплин отредактировал свой фильм «Золотая лихорадка» 1925 года и отправил на переиздание. Впоследствии версия 1925 года перешла в общественное достояние, когда компания Чаплина не смогла возобновить авторское право в 1953 году, хотя версия 1942 года в США всё ещё охраняется авторским правом.
Дистрибьютор фильма «Ночь живых мертвецов» изменил название в последний момент перед выпуском в 1968 году, ему не удалось включить надлежащее уведомление об авторских правах в новую версию, таким образом, сразу же после релиза фильм перешёл в общественное достояние. Это положение авторского права США было пересмотрено при подписании Закона об авторском праве 1976 года, это позволило исправить подобные небрежности в течение пяти лет с момента публикации.
Ряд сериалов в США перешёл в общественное достояние как в целом, так и в случае определённых эпизодов, что привело к широкому распространению некоторых шоу на DVD. Таким образом, в общественном достоянии находятся некоторые эпизоды «Petticoat Junction», «The Beverly Hillbillies», «Шоу Дик Ван Дайка», «Шоу Энди Гриффита», «Шоу Люси», «Бонанза» и «Энни Оукли»; в свою очередь, «Приманка» является примером сериала, который целиком находится в общественном достоянии.
Законы могут запрещать монополию на некоторые виды работ и изобретений права; такие работы переходят в общественное достояние сразу после публикации. Многие виды интеллектуальных творений, такие как опубликованная спортивная статистика, никогда не являлась объектом авторского права. Тем не менее, какие-либо специальные макеты спортивной статистики и т. п., будут защищаться законом об авторском праве. Например, в то время как на телефонные книги не распространяется законом об авторском праве, любой специальный метод укладки информации будет охраняться.

## Уведомление об авторских правах
Ранее в США работа переходила в общественное достояние, если она была выпущена без предварительного уведомления об авторских правах — так было до 1 марта 1989 года. В настоящее время любая работа защищается авторским правом с момента фиксации на материальном носителе.

## Комментарии
1. ↑  Не-американские звукозаписи, созданные до 15 февраля 1972 года, подпадают под защиту авторских прав в США (нормальная длительность), если страна происхождения ратифицировала международное соглашения об авторских правах с США, и эта работа не была опубликована в США в течение 30 дней с момента её первой публикации.
2. ↑  Касается звукозаписей, созданных между 15 февраля и 31 декабря 1972 года, но не опубликованных и не зарегистрированных до 2003 года, авторы которых не работали по найму и умерли в 1972 году.
3. ↑  Касается звукозаписей, созданных 15 февраля 1972 года или позже и впервые опубликованных в 1978—2002 годах, авторы которых, не работали по найму и умерли до 1978 года.